# Tirotricină
Tirotricina este un antibiotic alcătuit dintr-un amestec de polipeptide ciclice și aciclice produse de către Brevibacillus brevis. Cele două componente ale antibioticului sunt gramicidina și tirocidina. Este utilizat doar topic sau la nivel bucal (comprimate de supt) întrucât este toxic la administrare internă.

## Structură chimică
Cele două componente ale tirotricinei sunt gramicidinele (5 compuși: A, D, S, J1 și J2) și tirocidinele (4 compuși: A, B, C, D). Tirocidinele sunt decapeptide ciclice formate doar din aminoacizi și legate cap-coadă.

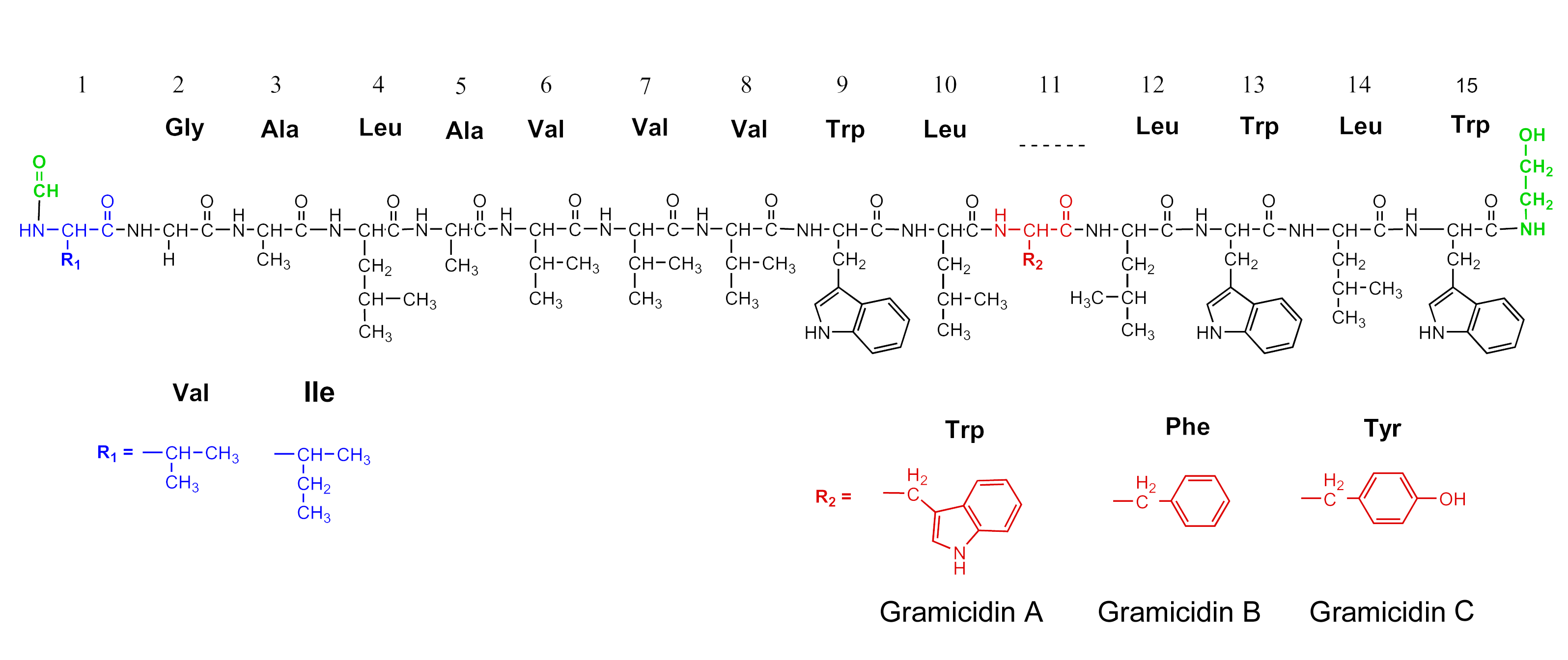
Structura chimică a gramicidinelor

Structura chimică a tirocidinei A